# Loyal (Wisconsin)
Loyal és una població dels Estats Units a l'estat de Wisconsin. Segons el cens del 2000 tenia 1.308 habitants.

## Demografia
Segons el cens del 2000, Loyal tenia 1.308 habitants, 548 habitatges, i 366 famílies. La densitat de població era de 368,6 habitants per km².
Dels 548 habitatges en un 28,8% hi vivien nens de menys de 18 anys, en un 54% hi vivien parelles casades, en un 9,1% dones solteres, i en un 33,2% no eren unitats familiars. En el 29,7% dels habitatges hi vivien persones soles el 16,6% de les quals corresponia a persones de 65 anys o més que vivien soles. El nombre mitjà de persones vivint en cada habitatge era de 2,38 i el nombre mitjà de persones que vivien en cada família era de 2,94.
Per edats la població es repartia de la següent manera: un 26% tenia menys de 18 anys, un 6,7% entre 18 i 24, un 27,1% entre 25 i 44, un 19% de 45 a 60 i un 21,3% 65 anys o més.
L'edat mediana era de 37 anys. Per cada 100 dones de 18 o més anys hi havia 86,2 homes.
La renda mediana per habitatge era de 30.647 $ i la renda mediana per família de 38.026 $. Els homes tenien una renda mediana de 27.727 $ mentre que les dones 20.197 $. La renda per capita de la població era de 16.502 $. Aproximadament el 5,4% de les famílies i el 10,5% de la població estaven per davall del llindar de pobresa.

## Poblacions més properes
El següent diagrama mostra les poblacions més properes.